# Begonia wageneriana
Begonia wageneriana là một loài thực vật có hoa trong họ Thu hải đường. Loài này được (Klotzsch) Hook. mô tả khoa học đầu tiên năm 1857.